# Сардури I
Сардури I (Седури, Сардур) или Сардури, сын Лутипри — второй известный царь Урарту, правивший около 835—825 годов до н. э., первый из известных царей основной урартской династии. Сардури, сын Лутипри, известен благодаря не только упоминанию в текстах царя Ассирии Салманасара III, современником которого он являлся, но и своим собственным надписям, обнаруженным на камнях крепостной стены, воздвигнутой им у подножия Ванской скалы. Носил пышный титул «Царь великий, царь могущественный, царь вселенной, царь страны Наири, царь, равного которому нет, удивительный пастырь, не боящийся сражения, царь, подчиняющий непокорных».

## Происхождение
Имя Sarduri связано с именем урартской богини Sardi, которое, вероятно, происходит от арм. Զարդ (Zard). Данный антропоним образован от указанного имени богини + и.-е. *dōro- (Sardodōro- > Sardōrə); ср. греч. Аполлодор, Артемидор, арм. Аствацатур.
В своих надписях Сардури именовал себя сыном Лутипри, однако до сих пор неизвестно, какую роль его отец играл в государстве Урарту. Согласно одной версии, Лутипри мог быть царём Урарту после Араму и до Сардури (то есть, между 15-м и 27-м годами правления ассирийского царя Салманасара III, по другой версии, Лутипри мог возглавлять одно из урартских племён (с центром в Тушпе), соперничавшее с племенем, которое возглавлял Араму (с центром в Арзашкуне).

## Противостояние с Ассирией
Единственное упоминание о царе Урарту Сардури (Седури) в ассирийских источниках относится к 27-му году правления ассирийского царя Салманасара III (ок. 832 года до н. э.) и содержится в его анналах, высеченных на «Черном обелиске» из Калху:

В 27-й год моего правления я собрал мои колесницы и войска; отправил и отослал на Урарту во главе моих войск Дайан-Ашшура, туртана, начальника обширных войск. Он спустился к Бит-Замани, прошел перевалом Аммаштуби, переправился через реку Арцаниа. Седури урартский услышал об этом, понадеялся на обилие своего многочисленного войска и вышел мне навстречу, чтобы затеять бой и сражение. Я бился с ним и нанес ему поражение; трупами воинов его я наполнил широкую степь.

Судя по всему, эта победа не принесла ассирийцам решающего успеха в войне с царём Урарту, поскольку спустя четыре года Салманасар вновь послал войска во главе с туртаном Дайан-Ашшуром к границам Урарту. Однако всё, чего достиг Дайан-Ашшур на этот раз, это разграбление пятидесяти урартских поселений на южных окраинах царства.

## Строительная деятельность
Сардури, сын Лутипри, был первым царём Урарту, собственные надписи которого сохранились до наших дней. Речь идёт о надписях на камнях крепостной стены, возведённой Сардури у подножия Ванской скалы. Они созданы ещё ассирийской клинописью, однако из анализа соблюдения правил ассирийского языка и своеобразия оборотов речи явно следует неассирийское происхождение их автора. Надписи содержат следующее:

Надпись Сардури, сына Лутипри, царя великого, царя могущественного, царя вселенной, царя страны Наири, царя, равного которому нет, удивительного пастыря, не боящегося сражения, царя, подчиняющего непокорных. (Я), Сардури, сын Лутипри, царь царей, который от всех царей получил дань. Так говорит Сардури, сын Лутипри: Я эти камни принес из города Алниуну (и) воздвиг эту стену.

Это первое документальное свидетельство о строительной деятельности царей Урарту. Три сохранившиеся одинаковые по содержанию надписи на камнях крепостной стены цитадели у западного подножия Ванской скалы, помимо прочего, повествуют о происхождении массивных (достигавших 0,75 метра в высоту и 6 метров в длину) камней известняка, из которых Сардури воздвиг эту стену. Несмотря на то, что местонахождение города Алниуну однозначно не установлено, очевидным является тот факт, что этот известняк был привозной, так как отличался от камня других построек в районе озера Ван. Вероятным представляется расположение Алниуну на северо-восточном берегу озера Ван, недалеко от Эрциша, где установлены залежи известняка, в отличие от других мест ванского побережья (за исключением самой Ванской скалы). Судя по тому, что транспортировавшиеся каменные блоки весили 30—40 тонн и имели объём около 5 кубометров, оптимальным представляется их доставка именно водным путём из прибрежной каменоломни. На район Эрциша указывает также обнаружение там следов прибрежного урартского поселения, окружённого грубо сложенной стеной. Вероятно, именно здесь при Сардури I существовал причал, от которого по его приказу по озеру в Тушпу транспортировались огромные блоки известняка. Возведённая таким образом каменная постройка с надписями Сардури I могла выполнять функции барбакана или надвратной башни, защищавшей ступенчатый подход к цитадели Тушпы.

Остатки крепости, построенной Сардури I у Ванской скалы. Фотографии Русского археологического общества, 1916 г.
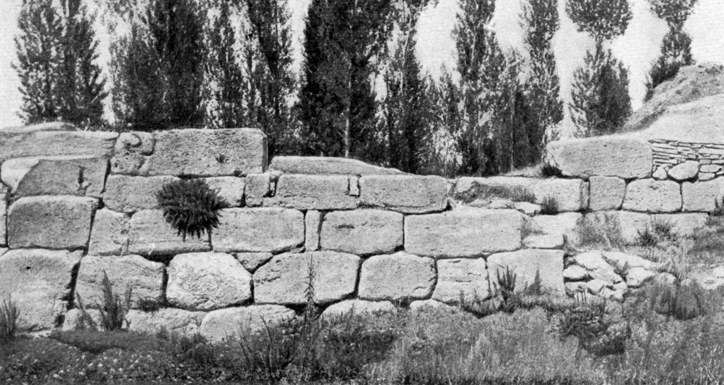
Сохранившаяся стена крепости
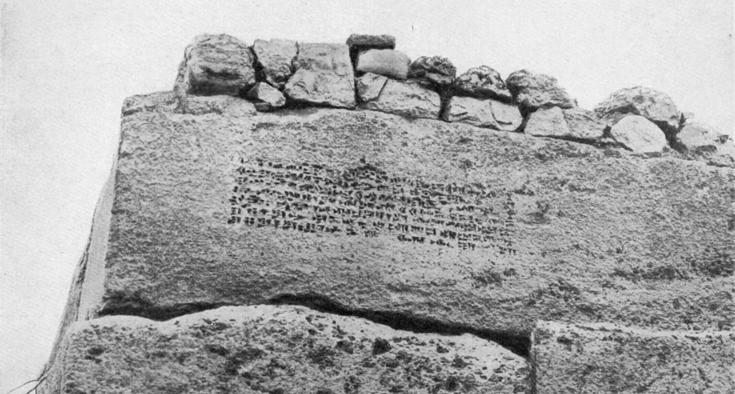
Надпись на ассирийском языке на одном из камней

Помимо обнаруженных надписей на камнях стены у Ванской скалы и упоминания в ассирийских анналах, высеченных на «Черном обелиске» из Калху, пока не обнаружено иных письменных источников о времени правления Сардури I. Следующее упоминание о царе Урарту в ассирийских надписях относится ко второму походу царя Шамши-Адада V (ок. 822 г. до н. э.) и повествует уже об Ушпине (Ишпуини), сыне и, судя по всему, преемнике Сардури I.